# Discolobium
Genre
Discolobium est un genre de plantes à fleurs dicotylédones de la famille des Fabaceae, sous-famille des Faboideae, originaire d'Amérique du Sud, qui comprend huit espèces acceptées.

## Liste d'espèces
Selon The Plant List (8 novembre 2018) :
- Discolobium elongatum Benth.
- Discolobium hirtum Benth.
- Discolobium junceum Micheli
- Discolobium leptophyllum Benth.
- Discolobium paucijugum Kuntze
- Discolobium psoraliifolium Benth.
- Discolobium pulchellum Benth.
- Discolobium tocantinum Ducke